# Ꞓ
Cette page contient des caractères spéciaux ou non latins. S’ils s’affichent mal (▯, ?, etc.), consultez la page d’aide Unicode.
Ne doit pas être confondu avec C barré ‹ Ȼ ›, Cedi ‹ ₵ ›, Cent (monnaie) ‹ ¢ ›, ou Colon salvadorien ‹ ₡ ›
Ꞓ (minuscule : ꞓ), appelé C rayé, est une lettre additionnelle formée d'un C diacrité par une barre inscrite horizontale. Elle a été utilisée comme lettre de l’Alphabet nordique unifié notamment dans l’écriture de l’évène ou du nanaï dans les années 1930, et aussi comme symbole phonétique. Sa forme majuscule est utilisée aux États-Unis comme symbole du Cambrien. Elle n’est pas à confondre avec la lettre cyrillique ié ‹ Є ›, ou certaines formes de la lettre grecque epsilon minuscule ‹ ε ›.

## Utilisation

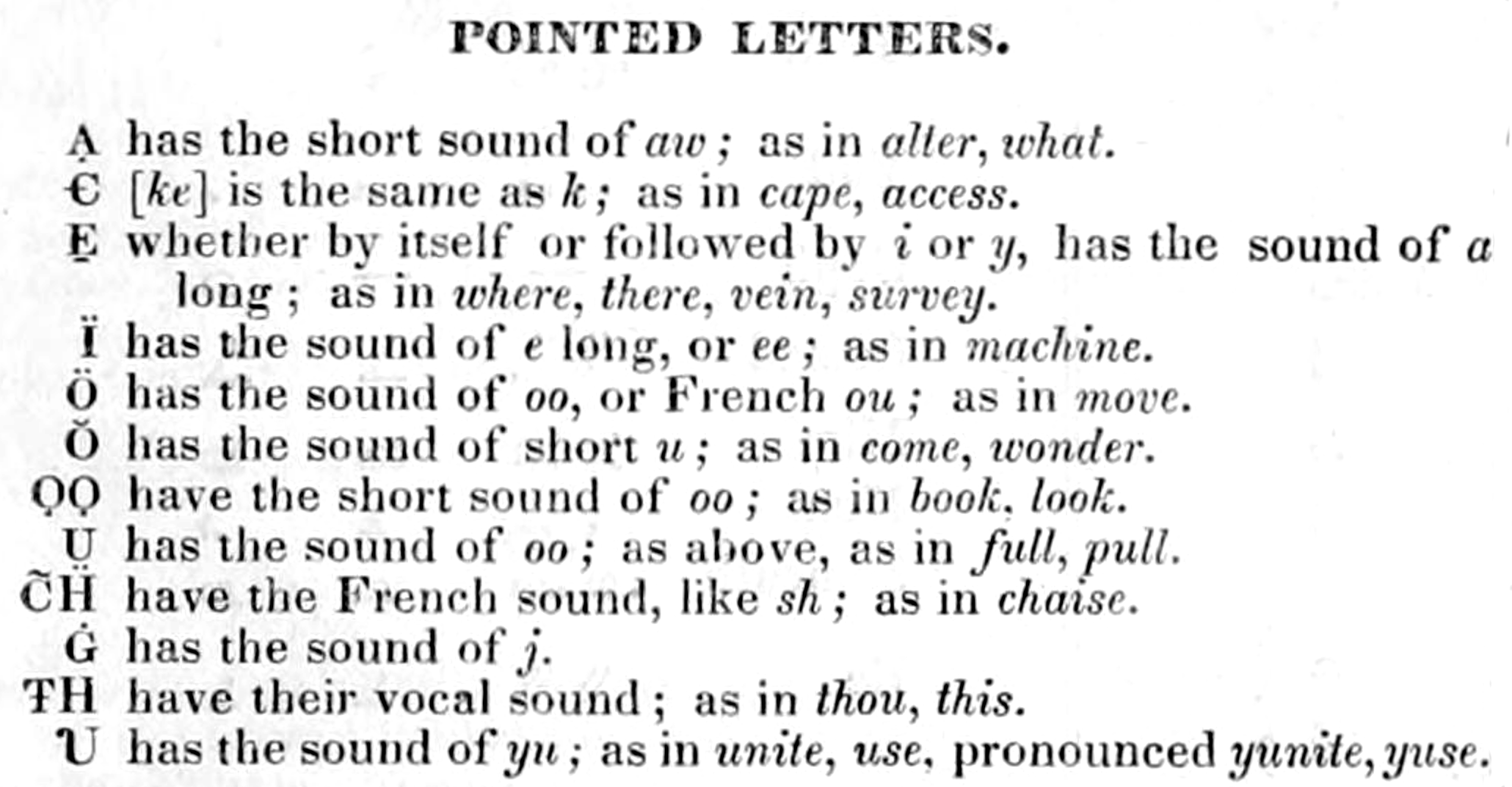
Lettres pointées du dictionnaire américain de la langue anglaise de Webster, publié en 1828, avec le c rayé.

Noah Webster utilise le c rayé dans son dictionnaire américain de la langue anglaise, dès la première édition de 1828, pour indiquer la lettre c prononcée comme une consonne occlusive vélaire sourde [k]. Celui-ci et les autres lettres pointées sont utilisés dans les entrées elles-mêmes, écrites avec les lettres pointées au lieu de l’orthographe standard, dans les éditions de 1828, 1844, 1847, 1859, 1864, 1880 avant d’être replacés par une transcription phonétique séparée à partir de l’édition de 1890.
William Holmes McGuffey (en) en fait le même usage dans ses livres d’apprentissage de la lecture du XIXe siècle.
Antoine Meillet et Marcel Cohen utilise le c rayé comme symbole phonétique dans Les langues du monde publié en 1952,.
Le c rayé minuscule est a été utilisé comme symbole phonétique, notamment pour représenter une consonne fricative palatale sourde (API : [ç]), ou  une consonne fricative alvéolo-palatale sourde (API : [ɕ]) par William A. Smalley (en) en 1963.
En géologie, ce symbole est parfois utilisé sur les cartes géologiques pour indiquer visuellement des roches d'âge cambrien.

## Représentation informatique
Le C rayé peut être représenté avec les caractères Unicode suivants, depuis la version 6.1 :
- précomposé (Latin étendu D) :

| formes    | représentations | chaînes de caractères | points de code | descriptions                   |
| --------- | --------------- | --------------------- | -------------- | ------------------------------ |
| capitale  | Ꞓ               | Ꞓ                     | U+A792         | lettre majuscule latine c rayé |
| minuscule | ꞓ               | ꞓ                     | U+A793         | lettre minuscule latine c rayé |

Le symbole du Cambrien a le point de code PUA (non standard) U+E0A1 ‹  › dans la fonte STIXNonUnicode du projet STIX.